# NGC 5496
NGC 5496 је спирална галаксија у сазвежђу Девица која се налази на NGC листи објеката дубоког неба.
Деклинација објекта је - 1° 9' 30" а ректасцензија 14h 11m 37,8s. Привидна величина (магнитуда) објекта NGC 5496 износи 12,2 а фотографска магнитуда 12,9. Налази се на удаљености од 23,329 милиона парсека од Сунца. NGC 5496 је још познат и под ознакама UGC 9079, MCG 0-36-26, CGCG 18-74, IRAS 14090-0055, KARA 615, FGC 1721, PGC 50676.